# 제이슨 알렉산더
제이슨 알렉산더(Jason Alexander, 1959년 9월 23일 ~ )는 미국의 배우, 희극인이다. 에미상, 토니상을 한 번씩 수상하였으며, 골든 글로브상에 네 차례 후보로 올랐다.
시트콤 《사인펠드》(1989-98)로 스타덤에 올랐다. 이를 통해 미국 배우 조합상 코미디 시리즈 부문 남우상을 수상하고 프라임타임 에미상 코미디 시리즈 부문 남우조연상에 7번 연속 후보로 올랐으며 골든 글로브상 텔레비전 부문 남우조연상 후보에 네 차례 후보 지명되었다.

## 어린 시절
뉴저지주의 뉴어크 출신으로 유대인 부모 밑에서 태어났으며, 리빙스턴으로 거처를 옮겨 성장하였다.
원래는 마술사를 지망했으나 마술 캠프에서 손이 작아 카드를 손안에 온전히 감추는 게 불가능하다는 지적을 받았고 연기자로 전향하였다.

## 경력
보스턴 대학교에서 연극을 전공하다가 중퇴하고 뉴욕에서 배우 경력을 시작했다.
그 뒤 몇 편의 브로드웨이 뮤지컬에 출연해 1989년 토니상 뮤지컬 부문 남우주연상을 수상했으며, 영화 《귀여운 여인》(1990), 시트콤 《사인펠드》(1989-98) 등 많은 작품에 참여하였다.
2007년부터는 포커 선수로 활동하며 월드 시리즈 오브 포커 등에 출전했으며, 포커스타스와 계약을 맺기도 했다.

## 출연 작품

### 영화
- 버닝 (1981)
- 귀여운 여인 (1990)
- 콘헤드 대소동 (1993)
- 노스 (1994)
- 마지막 만찬 (1995)
- 내 이름은 던스턴 (1996)
- 내겐 너무 가벼운 그녀 (2001)
- 와일드 카드 (2015) - 핑키스 '핑키' 자이먼 역
- 일렉트릭 스테이트 (2025) - 테드 / 윙맨 역

### 애니메이션 영화
- 노틀담의 꼽추 (1996)

### 텔레비전
- 사인펠드 (1989-98)
- 커브 유어 엔수지애즘 (2001, 2009)
- 미티어 (2009)
- 더 마블러스 미세스 메이즐 (2019)